# Hattorf am Harz
Hattorf am Harz er en administrationsby og kommune i det centrale Tyskland, beliggende under Landkreis Göttingen, i den sydlige del af delstaten Niedersachsen. Byen 
er administrationsby for samtgemeinde (kommunefællesskabet) Samtgemeinde Hattorf am Harz og har ca. 4.000 indbyggere (2020).
Byen ligger ved den sydvestlige ende af mittelgebirgeområdet Harzen og ved den nordlige ende af højdedraget Rotenberg, og bliver fra øst mod vest gennemløbet af floden Oder, der i kommunen får tilløb fra nordøst af Sieber.

## Historie
Byen nævnes første gang i 952 i et dokument fra klosteret Pöhlde. 
I det 13. århundrede bliver byen igen nævnt flere gange på skrift: Adelsslægten "von Hattorf" nævnes og der henvises også til en kirke. Grabendorf er sandsynligvis Hattorfs ældste bydel. I dette højere beliggende område var indbyggerne i relativ sikkerhed for højvandet fra floderne Sieber og Oder. Indenfor dette område lå borgen og senere kirken, præstegården, skolen og den øvre mølle.

## Seværdigheder
St. Pankratius kirkens tårn var sandsynligvis en del af den tidligere borg Hattorf fra det 11. århundrede. Det runde tårn har vægge, der er op til 1,5 m tykke. Skibet fra 1755 er med bindingsværk fastgjort til tårnet. 
Wilhelm-Busch-Gedenkstätte ved siden af den evangeliske kirke St. Pankratius, er et lille museum, som erindrer om digteren og tegneren Wilhelm Busch (1832–1908). Som dreng besøgte han Hattorf med sin ven. Deres venskab gav ham inspiration til den velkendte billedhistorie "Max og Moritz". Tårnet optræder ofte i forbindelse med hans skitser og billeder.
2015 købte den lokale museumsforening “Dorfmuseum Meierhof” en gammel gård i Steinstraße, der er ved at blive indrettet som kulturmuseum.  
Søen Oderparksee er en cirka 650 meter lang og 270 meter bred sø med fiskevand. I den omkringliggende Oderpark findes der blandt andet forskellige sports-fritidsanlæg
og en legeplads.
- Kirken St. Pankratius
- Wilhelm-Busch-Gedenkstätte
- Søen Oderparksee